# ویلیام آستین
ویلیام آستین (انگلیسی: William Austin؛ ‏ ۱۲ ژوئن ۱۸۸۴ – ۱۵ ژوئن ۱۹۷۵) بازیگر اهل بریتانیا بود. وی بین سال‌های ۱۹۲۰ تا ۱۹۷۰ میلادی فعالیت می‌کرد.
از فیلم‌هایی که وی در آن نقش داشته است، می‌توان به چه اهمیتی داره؟، طلاق گی، آلیس در سرزمین عجایب، زندگی خصوصی هنری هشتم، بیمارستان ایالت، مو قرمزی اشاره کرد.